# کیم یو جین
کیم یو جین (کره‌ای: 김여진؛ زادهٔ ۲۴ ژوئن ۱۹۷۲) بازیگر و کنشگر اهل کره جنوبی است. او در سال ۱۹۹۴ حرفه بازیگری خود را با ایفای نقش در تئاتر What Do Women Live For آغاز کرد و از آن زمان تاکنون در فیلم‌ها و مجموعه‌های تلویزیونی فعالیت می‌کند. او به خاطر نقش مکمل در فیلم‌های آب‌نبات نعنایی (۲۰۰۰) و وسواسی (۲۰۰۲) شناخته می‌شود. او در مجموعه‌های تلویزیونی سرزمین ستارگان (۲۰۱۸)، گو هه ریونگ مورخ تازه‌کار (۲۰۱۹)، کلاس ایته‌‌وون (۲۰۲۰) و وینچنزو (۲۰۲۱) ایفای نقش کرده است.

## فیلم‌شناسی

### مجموعه تلویزیونی
- عشق در مهتاب (۲۰۱۶) در نقش مادر رائون
- جونگ میونگ (۲۰۱۵) در نقش کیم گه شی
- غرور و تعصب (۲۰۱۴)
- اشک بهشت (۲۰۱۴)
- عاشقان صدای یورتمه رفتن اسب (۲۰۱۴)
- چشمان فرشته (۲۰۱۴)
- می‌توانید صدای قلب مرا بشنوید؟ (۲۰۱۱)
- جاده شماره یک (۲۰۱۰)
- درامای ویژه کی‌بی‌اس: آبنبات قرمز (۲۰۱۰)
- دنیایی که آنها زندگی می‌کنند (۲۰۰۸)
- ایسان (۲۰۰۷) در نقش ملکه جونگ سون
- ماهی آبی (۲۰۰۷)
- ملکه برفی (۲۰۰۶)
- شین دون (۲۰۰۵)
- لبخند روز بهاری (۲۰۰۵)
- جواهری در قصر (۲۰۰۳) در نقش ینگ دوک (پزشک جزیره جه‌جو)
- انسان خوب (۲۰۰۳)
- عشق همیشگی (۲۰۰۳)
- زن (۲۰۰۲)
- روباه و پشمک (۲۰۰۱)
- وینچنزو (۲۰۲۱)